# Happy だんばら
Happy だんばら（ハッピー だんばら、本名：檀原 規宏〈だんばら のりひろ〉、1979年10月30日 - ）は、長野県出身のラジオパーソナリティ・タレント。 foh piece所属。

## 人物・来歴
- 主にラジオ番組のパーソナリティ、レポーターとして活動するほか、MCやナレーターも務める。
- 趣味はツーリング、ロッククライミング、スキー、サーフィン、日曜大工、電気屋めぐり。特技はスノーボード、サッカー、ピザ回し。
- 身長：175cm、体重：75kg。
- 2021年にフォークバンド「かかし」に加入し、リーダー・ボーカル・ギターを担当。

### 取得資格
- 中学校教員免許第1種社会科
- 高等学校教員免許第1種地理歴史科・公民科
- 日本ライフセービング協会ベーシック
- 大型自動二輪免許

## 主な活動

### 現在

#### ラジオ
- FM NACK5「Saturday Morning Radio おびハピ!」（パーソナリティ、2020年4月4日 - ）

#### その他
- 東京ヴェルディスタジアムDJ (2023年2月 - )

### 過去

#### ラジオ
- FM-FUJI 「RADIO-izm」（月曜パーソナリティ、2005年4月4日 - 2009年3月30日）
- NHK FM 「ミュージック・スクエア Top20カウントダウン」（金曜日、2008年4月 - 2009年3月）
- J-WAVE 「CIRCUS CIRCUS」（金曜日 レポーター、2010年4月2日 - 2010年9月24日）
- NBCラジオ他6局ネット 「Hot Spice!!」（2011年1月1日 - ）
- FM NACK5 「MAGICAL SNOWLAND」（パーソナリティ、2011年10月1日 - 2012年3月31日、2012年10月6日 - 2013年3月30日、2013年10月5日 - 2014年3月29日、2017年1月7日）
- FM NACK5 「ラジオのアナ〜ラジアナ」（月曜パーソナリティ、2014年4月7日 - 2016年9月26日）
- 文化放送
  - 「東京ガスPRESENTS 押切もえのTOKYO DISCOVERY」→「東京ガスPRESENTS 押切もえのDOKI DOKI DISCOVERY」（レポーター、2014年4月6日 - 2017年4月2日）
- FM NACK5
  - 「The Nutty Radio Show おに魂」（月曜パーソナリティ、2016年10月3日 - 2017年3月27日）
  - 「Nutty Radio Show THE魂」（月曜パーソナリティ、2017年4月3日 - 2021年3月29日）
  - 「びーさんぼーいず〜Be SUNDAY BOYS〜」（2017年7月 - 2018年7月）
- K-MIX「環境のミカタ presents『Show WA!トレジャーニー』」（2022年11月 - 2023年10月）

#### テレビ
- テレビ東京系「ポチっと発明 ピカちんキット」（ナレーター[1]、2018年1月 - 2020年3月）
- テレビ長崎「クロちゃんのパシれ!メロス」（ナレーター[2]、2019年4月 - 2022年3月）
- テレビ宮崎「拝啓、東京の芸能人様！Part4～はなわとハシヤスメ・アツコが宮崎の最新グルメを食べつくす♪」（ナレーター、2023年3月）

#### イベント
- ROCK IN JAPAN FESTIVAL2007 リポーター
- ROCK IN JAPAN カウントダウン リポーター

#### その他
- オーディオドラマ「poor～ゼラニウムの誘惑～後編」（2021年）[3]